# Irschenberg
Irschenberg è un comune tedesco di 3 036 abitanti, appartenente al distretto di Miesbach situato nel land della Baviera. Originariamente apparteneva all'Arcidiocesi di Monaco e Frisinga fino a quando venne incorporato nell'Elettorato di Baviera nel 1734. Il precedente toponimo Ursenperig si pensa possa derivare la latino Ursus (orso).

Nell'anno 657 il vescovo irlandese Marino con il suo diacono Aniano si stabilirono nella zona, e secondo la tradizione vennero martirizzati nel 697 nel luogo ove ora sorge il santuario di Wilparting.